# Frank Serpico

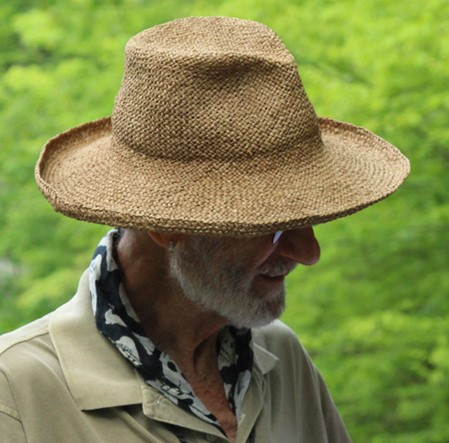
Frank Serpico (2013)

Francisco Vincent „Frank” Serpico (ur. 14 kwietnia 1936 w Nowym Jorku) – amerykański policjant, który w latach 1970–1971 doprowadził do wszczęcia śledztwa w sprawie korupcji w New York City Police Department (NYPD).
Urodził się na Brooklynie w rodzinie włoskich imigrantów pochodzących z Marigliano (matka Maria Giovanna urodziła się w Ohio, ale powróciła do Włoch we wczesnej młodości; ojciec Vincenzo urodził się we Włoszech). W wieku 18 lat Serpico zaciągnął się do U.S. Army i służył dwa lata w Korei. W wieku 23 lat został policjantem w NYPD. Po 12 latach służby i bezskutecznych próbach walki z korupcją w szeregach nowojorskiej policji, utrudnianych przez panującą w departamencie biurokrację, zainteresował sprawą gazetę „The New York Times”. 25 kwietnia 1970 ukazała się obszerna publikacja Davida Burnhama, po której burmistrz Nowego Jorku John Lindsay doprowadził do powołania tzw. komisji Knappa, pod przewodnictwem sędziego Whitmana Knappa.
3 lutego 1971 podczas próby aresztowania handlarzy narkotykami na Brooklynie Serpico został przygwożdżony przez nich drzwiami, jego partnerzy nie udzielili mu pomocy, w konsekwencji czego został postrzelony w twarz. Po strzale trzech policjantów biorących udział w akcji nie użyło kodu alarmowego 10-13, informującego o postrzeleniu oficera policji. Serpico przeżył dzięki pomocy starszego mężczyzny, który udzielił mu pierwszej pomocy i wezwał ambulans. W maju 1971 otrzymał złotą odznakę i został awansowany na detektywa. W październiku i grudniu 1971 Serpico złożył obszerne zeznania przed komisją Knappa. 15 czerwca 1972 otrzymał najwyższe odznaczenie NYPD – Medal of Honor i przeszedł w stan spoczynku. W 1973 powstał film Serpico, nakręcony przez Sidneya Lumeta na podstawie bestsellerowej biografii autorstwa Petera Maasa; w rolę Franka Serpico wcielił się Al Pacino.